# Udege

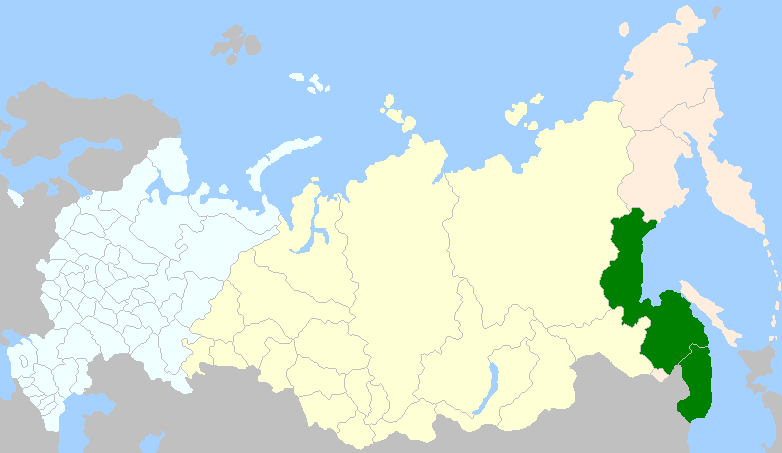
Areale di stanziamento degli Udege (verde scuro).

Gli Udege (Удэгейцы in russo; endonimo: удээ e удэхе oppure Udihe, Udekhe o Udeghe) sono un popolo indigeno del sud-est della Siberia, nelle zone vicine al confine con la Manciuria (Territorio del Litorale e Territorio di Chabarovsk). 

Abitano nei pressi del fiume Amur e dei suoi affluenti, l'Ussuri, l'Anjuj ed il Songhua, nelle regioni di Primorje e di Khabarovsk. 
Circa una quarantina di udege vivono in Ucraina, di questi solo 8 dichiarano di parlare l'udege come prima lingua, la maggior parte indica il russo (19) o l'ucraino (6) come lingua madre.
Nella seconda parte del XIX° secolo, udege parzialmente cinesizzati sono migrati in Cina, nelle province di Heilongjiang e di Jilin. I loro 500 discendenti, chiamati Qiakala, vengono considerati ufficialmente come dei Manciù.